# F-Zero
F-Zero är ett futuristiskt racingspel till Super NES som utvecklades och släpptes av Nintendo. Spelet släpptes i Japan samma dag som Super NES, det vill säga den 21 november 1990, men F-Zero kom inte ut i Europa förrän 1991. I Sverige kom spelet i juni 1992, samtidigt som Super NES kom till Sverige. F-Zero var det första spelet till Super Nintendo som använde sig av hårdvarustödet Mode 7, en skalningseffekt som möjliggjorde roterbar golvyta i förstapersons-vy, vilket påminner om en slags 3D-effekt. Denna teknik var då revolutionerande.

## Handling
Under 2500-talet tävlas det, på banor belägna högt över städerna och öknarna, om vem som är planetens främste förare. Beroende på vilket fordon spelaren väljer, väljer spelaren även vilken figur den vill vara.

### Fordon och förare
Captain Falcon är född i Port Town, hänsynslös prisjägare som lever för att tävla. Han kör allroundfordonet Blue Falcon.
Dr. Stewart är från Mute City och kör det snabbaccelererande fordonet Golden Fox. Dr. Stewart är en god doktor som härstammar från en gammal släkt av framstående racerförare.
Pico är en människoliknande ödla, född på Death Wind, med förflutet i det militära. Han kör fordonet Wild Goose (Vilda Gåsen), som klarar mängder med stryk utan att förlora några större mängder energi.
Samurai Goroh är en mästertjuv som sägs ha stulit ihop alla delar till sitt fordon Fire Stingray, ett fordon som accelererar långsammast men ändå kan nå den högsta topphastigheten.